# Kalikasthan (Achham)
Pour les articles homonymes, voir Kalikasthan.
Kalikasthan (en népalais : कालिकास्थान) est un comité de développement villageois du Népal situé dans le district d'Achham. Au recensement de 2011, il comptait 3 423 habitants.